# بوفار كريم
بوفار كريم وإسمه الكامل بوفار محمد ثائر كريم (4 مايو 1984 في باريس، فرنسا) هو لاعب كرة قدم سويدي فرنسي، لعب مع الكثير من الأندية السويدية في مركز الوسط وحاليا يلعب مع نادي زاخو العراقي. كما لعب مع المنتخب السويدي تحت 21 عام وشارك في 33 مباراة وسجل 22 هدفا.

## وصلات خارجية
- بوفار كريم على موقع قاعدة بيانات كرة القدم.إي يو (الإنجليزية)
- بوفار كريم على موقع Soccerway.com (الإنجليزية)
- بوفار كريم على موقع عالم كرة القدم.نت (الإنجليزية)